# وحید شیخ‌ویسی
وحید شیخ‌ ویسی (زاده ۲۰ دی ۱۳۶۵ - تهران) یک بازیکن فوتبال اهل ایران است. کاپیتان باشگاه فوتبال مس سونگون در لیگ آزادگان مشغول به بازی است, بعد از عملکرد خوب در فجر سپاسی توسط علیرضا منصوریان مربی وقت نفت تهران به لیگ برتر رسید.

## آمار حرفه ای
| حضور باشگاهی                  | حضور باشگاهی                       | حضور باشگاهی       | لیگ    | لیگ   | جام حذفی              | جام حذفی              | قاره ای | قاره ای | مجموعاً | مجموعاً |
| فصل                           | باشگاه                             | لیگ                | حضورها | گل ها | حضورها                | گل ها                 | حضورها  | گل ها   | حضورها | گل ها  |
| ایران                         | ایران                              | ایران              | لیگ    | لیگ   | جام حذفی فوتبال ایران | جام حذفی فوتبال ایران | آسیا    | آسیا    | Total  | Total  |
| ----------------------------- | ---------------------------------- | ------------------ | ------ | ----- | --------------------- | --------------------- | ------- | ------- | ------ | ------ |
| لیگ برتر فوتبال ایران ۸۷–۱۳۸۶ | باشگاه فوتبال سایپا                | لیگ برتر خلیج فارس | ۵      | ۰     | ۰                     | ۰                     | ۰       | ۰       | ۵      | ۰      |
| لیگ برتر فوتبال ایران ۸۸–۱۳۸۷ | باشگاه فوتبال سایپا                | لیگ برتر خلیج فارس | ۱۸     | ۰     | ۱                     | ۰                     | –       | –       | ۱۹     | ۰      |
| لیگ برتر فوتبال ایران ۸۹–۱۳۸۸ | باشگاه فوتبال سایپا                | لیگ برتر خلیج فارس | ۱۱     | ۰     | ۰                     | ۰                     | –       | –       | ۱۱     | ۰      |
| لیگ برتر فوتبال ایران ۹۰–۱۳۸۹ | باشگاه فوتبال سایپا                | لیگ برتر خلیج فارس | ۱۶     | ۰     | ۰                     | ۰                     | –       | –       | ۱۶     | ۰      |
| لیگ برتر فوتبال ایران ۹۱–۱۳۹۰ | باشگاه فوتبال فجر شهید سپاسی شیراز | لیگ برتر خلیج فارس | ۲۴     | ۰     | ۰                     | ۰                     | –       | –       | ۲۵     | ۰      |
| لیگ برتر فوتبال ایران ۹۲–۱۳۹۱ | باشگاه فوتبال فجر شهید سپاسی شیراز | لیگ برتر خلیج فارس | ۲۲     | ۰     | ۰                     | ۰                     | –       | –       | ۲۲     | ۰      |
| لیگ برتر فوتبال ایران ۹۳–۱۳۹۲ | باشگاه فوتبال فجر شهید سپاسی شیراز | لیگ برتر خلیج فارس | ۷      | ۰     | ۰                     | ۰                     | –       | –       | ۷      | ۰      |
| لیگ برتر فوتبال ایران ۹۳–۱۳۹۲ | باشگاه فوتبال نفت تهران            | لیگ برتر خلیج فارس | ۰      | ۰     | ۰                     | ۰                     | –       | –       | ۰      | ۰      |
| لیگ برتر فوتبال ایران ۹۴–۱۳۹۳ | باشگاه فوتبال نفت تهران            | لیگ برتر خلیج فارس | ۴      | ۰     | ۲                     | ۰                     | ۰       | ۰       | ۶      | ۰      |
| لیگ برتر فوتبال ایران ۹۵–۱۳۹۴ | باشگاه فوتبال نفت تهران            | لیگ برتر خلیج فارس | ۱۲     | ۰     | ۳                     | ۰                     | ۰       | ۰       | ۱۵     | ۰      |
| لیگ برتر فوتبال ایران ۹۶–۱۳۹۵ | باشگاه فوتبال استقلال خوزستان      | لیگ برتر خلیج فارس | ۲۵     | ۰     | ۰                     | ۰                     | ۸       | ۰       | ۳۳     | ۰      |
| لیگ برتر فوتبال ایران ۹۷–۱۳۹۶ | باشگاه فوتبال استقلال خوزستان      | لیگ برتر خلیج فارس | ۲۷     | ۰     | ۳                     | ۰                     | –       | –       | ۳۰     | ۰      |
| Career total                  | Career total                       | Career total       | ۱۷۱    | ۰     | ۹                     | ۰                     | ۸       | ۰       | ۱۸۸    | ۰      |